# Liste der Kardinalskreierungen Clemens’ IX.

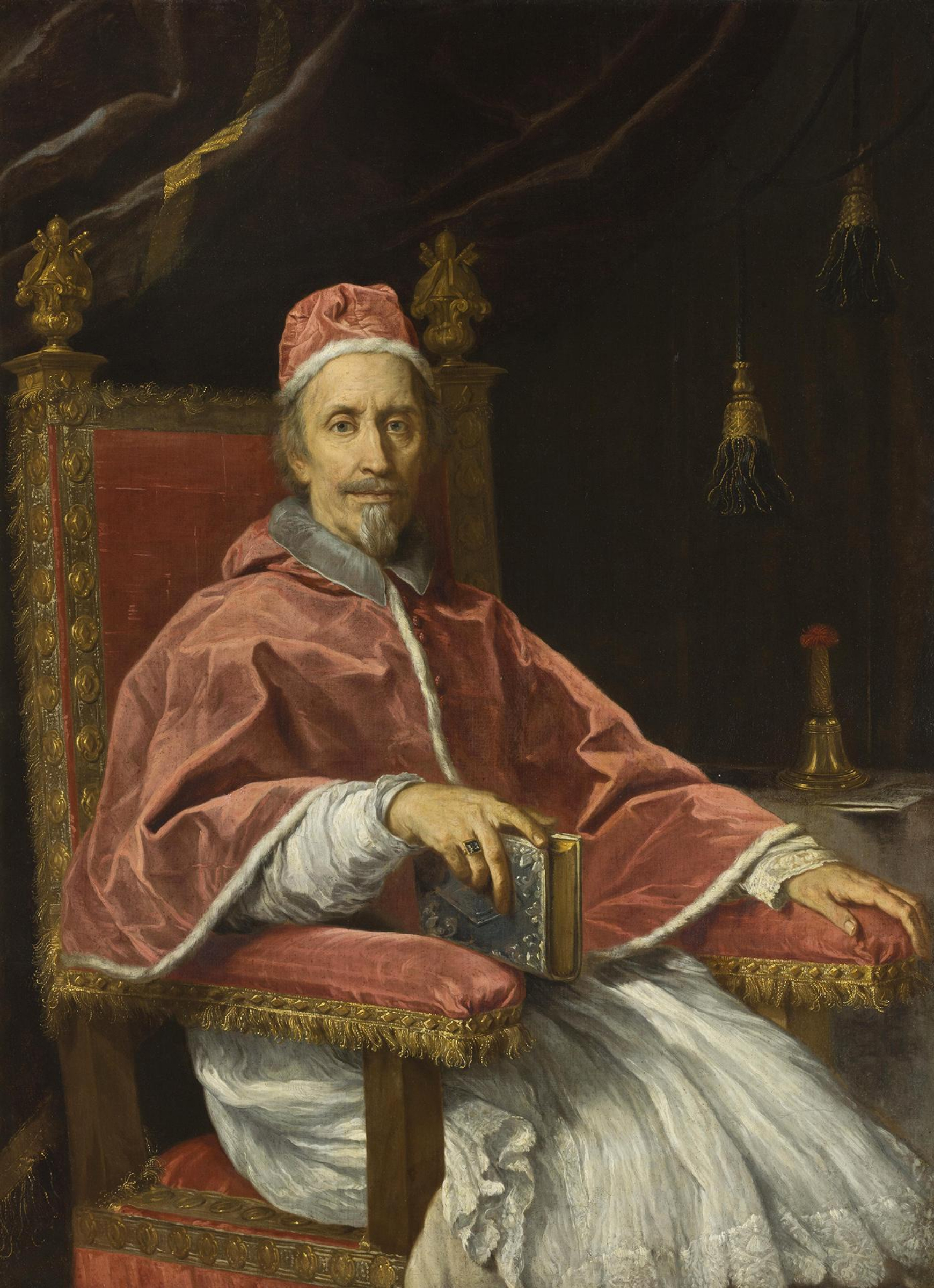
Clemens IX.

Papst Clemens IX. kreierte zwölf Kardinäle in drei Konsistorien.

## 12. Dezember 1667
- Giacomo Rospigliosi
- Leopoldo de’ Medici
- Sigismondo Chigi

## 5. August 1669
- Emmanuel Théodose de la Tour d’Auvergne
- Luis Manuel Fernández de Portocarrero-Bocanegra y Moscoso

## 29. November 1669
- Emilio Altieri (später Papst Clemens X.)
- Francesco Nerli
- Carlo Cerri
- Lazzaro Pallavicino
- Giovanni Bona O.Cist.
- Nicolò Acciaiuoli
- Buonaccorso Buonaccorsi